# Manoir de Ludwigsburg
Le manoir de Ludwigsburg se trouve à Waabs dans l'arrondissement de Rendsburg-Eckernförde, au nord du Schleswig-Holstein, et à l'emplacement d'un Wasserburg médiéval aujourd'hui disparu. Il s'appelait autrefois Kohøved, ce qui signifie vacherie. Le comte von Dehn en fait l'acquisition au XVIIIe siècle et le fait entièrement reconstruire.

## Histoire  du domaine

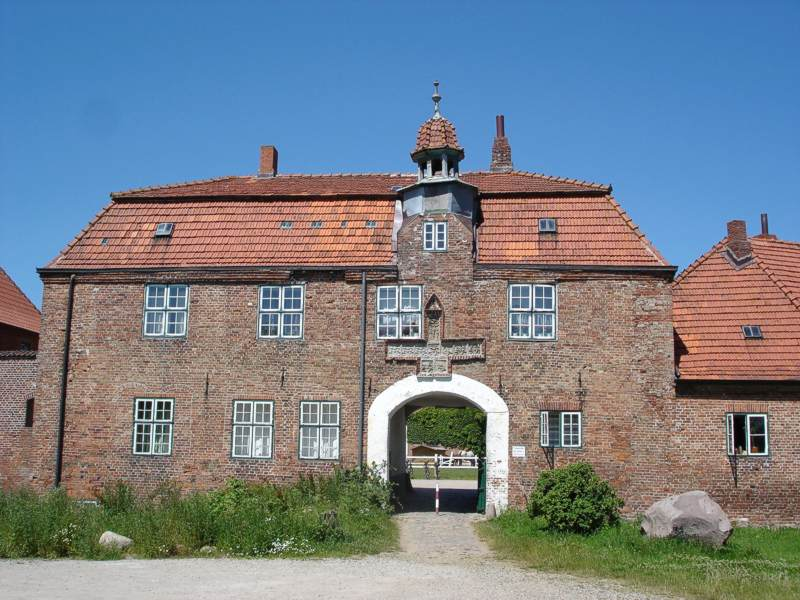
Entrée de la ferme de Ludwigsburg

Le domaine a été formé au XIVe siècle et appartenait alors à la famille von Sehestedt qui y font bâtir un petit château fort entouré d'eau (Wasserburg) et une grande ferme. Ce domaine prend le nom de vacherie au XVe siècle, puis il entre par mariage en possession de la famille von Rantzau (de) en 1564 qui fait construire un nouveau manoir, agrandi plus tard des terres de Bienebek et de Bothkamp. Le domaine change de mains plusieurs fois au XVIIe siècle. Il est quelques années la propriété des Ahlefeldt vers 1670, puis des barons von Kielmannsegg et enfin aux Temming, dont le chef de famille est chancelier royal à Copenhague. Friedrich Ludwig von Dehn l'acquiert en 1729 et fait construire le château actuel en 1740, toujours entouré d'eau. Il est nommé statthalter, c'est-à-dire gouverneur, du Schleswig-Holstein en 1762, après une carrière diplomatique. Il donne le nom de Ludwigsburg (château de Louis) au domaine en 1768 et y meurt en 1771, laissant le domaine en fidéicommis au plus jeune fils de son beau-frère. Le château entre par héritage à la famille Ahlefeldt, dont différentes branches s'y succèdent. C'est aujourd'hui une fondation familiale. Le château se visite, et l'exploitation agricole continue toujours son activité. Il est possible de louer des appartements de vacances dans les bâtiments du domaine, et de louer les salons du château pour des réceptions.
La plus grande partie du château de briques, recouvert d'un haut toit à la Mansart, est d'époque et de style Louis XVI, comme le grand salon doré, ou le petit salon au bel étage. La Bunte Kammer rassemble plus de cent quarante-cinq petits tableaux, emblèmes et armoiries, avec des citations de l'époque du XVIIe siècle.
On trouve à l'est du manoir, une grande ferme précédée d'un bâtiment d'entrée du XVIe siècle surmonté d'une tourelle au-dessus du portail (Torhaus), typique de la région, avec un grand bâtiment en forme de demie croix du XVIIIe siècle et divers bâtiments agricoles. Le parc se trouve à l'ouest du château. D'abord dessiné à la française au XVIIIe siècle, il est transformé en jardin anglais en 1845, puis il est de nouveau dessiné avec des allées régulières et des structures baroques au XXe siècle.